# Tom Martin (hockeista su ghiaccio 1947)
Thomas Raymond Martin (Toronto, 16 ottobre 1947) è un ex hockeista su ghiaccio e allenatore di hockey su ghiaccio canadese.
Nel corso della carriera ha giocato in NHL e nella WHA.

## Carriera
In occasione dell'NHL Amateur Draft 1964 fu scelto in quinta posizione assoluta dai Toronto Maple Leafs. Dal 1965 Martin iniziò a giocare per i Toronto Marlboros, squadra giovanile della OHA affiliata ai Maple Leafs con cui vinse la Memorial Cup del 1967.
Quello stesso anni diventò professionista all'interno dell'organizzazione dei Maple Leafs facendo il proprio esordio in National Hockey League disputando tre incontri nel corso della stagione 1967-68. Dopo la breve esperienza in NHL giocò le due stagioni successive con il farm team in Central Hockey League dei Tulsa Oilers, vincitori di una Adams Cup.
Nel 1970 passò all'organizzazione dei Detroit Red Wings, ma ancora una volta venne impiegato nelle leghe minori in CHL presso i Fort Worth Wings e in AHL con i Tidewater Wings. Nel 1972 fu uno fra i primi a lasciare la NHL per approdare nella nuova lega rivale, la World Hockey Association; dopo una stagione con gli Ottawa Nationals la franchigia si trasferì a Toronto e così Martin fece ritorno nella città in cui debuttò ma con i Toronto Toros.
Nel 1975 fu coinvolto in uno scambio che lo avrebbe portato ai San Diego Mariners, tuttavia Martin preferì proseguire la sua carriera in Europa e si trasferì in Svezia dove giocò per altre quattro stagioni prima del proprio ritiro avvenuto nel 1979. Ritornato in patria allenò per due anni i Marlboros, la formazione giovanile nella quale era cresciuto.

## Palmarès

### Club
- Adams Cup: 1

Tulsa: 1967-1968
- Memorial Cup: 1

Toronto Marlboros: 1967